# Unione Nazionale (Norvegia)
L'Unione Nazionale (in norvegese Nasjonal Samling) è stato un partito politico norvegese, fondato nel 1933 dal politico Vidkun Quisling su una base ideologica fascista e nazista.

## Storia
Il 17 maggio 1933, giorno della Costituzione norvegese, l'ex ministro della difesa Quisling e l'avvocato Johan Bernhard Hjort fondarono il Nasjonal Samling ("Unità Nazionale"), partito fascista norvegese. Il Nasjonal Samling aveva una connotazione anti-democratica, conforme al Führerprinzip, e Quisling aspirava a diventare il Fører (leader, equivalente al tedesco Führer e all'italiano "Duce"). Il partito ebbe un modesto successo: alle elezioni del 1933, quattro mesi dopo, ottenne 27.850 voti (approssimativamente il 2%). Quindi la linea del partito si spostò nel 1935 da una connotazione religiosa a una di maggior sostegno verso i tedeschi e apertamente antisemita.

La cosiddetta Croce solare, simbolo del Hird, l'ala paramilitare del movimento. Questo simbolo si differenzia da quello del partito per le spade ed è molto simile alla sua omologa organizzazione tedesca delle SA.

Nell'aprile 1940, dopo l'inizio dell'invasione tedesca della Norvegia, l'Unione nazionale diede il proprio sostegno ai tedeschi per formare in Norvegia uno Stato fantoccio della Germania. Il 24 aprile fu istituito il Reichskommissariat Norwegen, con Josef Terboven nominato Governatore generale (Reichskommissar).
Terboven volle assicurarsi però che non ci sarebbe stato spazio nel governo per il Nasjonal Samling né per il suo leader Quisling, con il quale non andava d'accordo, e chiamò inizialmente  a capo del governo il conservatore Ingolf Elster Christensen.
Solo nel gennaio 1942 permise l'ingresso nel governo, dopodiché il 1º febbraio 1942 Vidkun Quisling divenne ministro-presidente della Norvegia. Nonostante gli stretti rapporti col nazionalsocialismo tedesco, la sua ideologia era più simile al fascismo italiano.
Raggiunse nel 1943 i 44.000 iscritti. Fu sciolto l'8 maggio 1945.
Nei processi che seguirono la guerra, Quisling, insieme con altri due dirigenti del Nasjonal Samling, Albert Viljam Hagelin e Ragnar Skancke, furono dichiarati colpevoli di alto tradimento e condannati a morte per fucilazione.